# Zernitz-Lohm
Zernitz-Lohm é um município da Alemanha, situado no distrito de Ostprignitz-Ruppin, no estado de Brandemburgo. Tem 36,97 km² de área, e sua população em 2019 foi estimada em 894 habitantes.